# Карло Марготтіні
Карло Марготтіні (італ. Carlo Margottini, 19 січня 1899 року, Рим — 12 жовтня 1940 року, Сицилійська протока) - італійський морський офіцер.
Ніс службу у Королівських військово-морських силах Італії під час Першої та Другої світової війни. Загинув у бою біля мису Пассеро на борту есмінця «Артільєре» 12 жовтня 1940 року. Нагороджений Золотою медаллю «За військову доблесть».

## Біографія
Карло Марготтіні народився у 1899 році в Римі. З 1913 по 1916 роки навчався в Морській академії в Ліворно, після закінчення якої отримав звання гардемарин. Брав участь у Першій світовій війні ,під час якої ніс службу на лінкорі «Конте ді Кавур», на крейсері-скауті «Ніббіо» та на інших міноносцях.
У травні 1917 року йому було присвоєне звання молодшого лейтенанта, у листопаді 1918 року - лейтенанта. Тоді ж він став флаг-офіцером адмірала Енріко Моллі, губернатора Далмації. У 1927 році отримав звання «капітано ді корветта» (капітан 3-го рангу), а у 1933 - «капітано ді фрегатта» (капітан 2-го рангу). Він був призначений командувачем з'єднання підводних човнів в Егейському морі, згодом - командиром ескадри міноносців.
У 1936 році від імені італійського уряду брав участь у Лондонській морській конференції як військовий експерт. Під час Громадянської війни в Іспанії, командуючи есмінцем «Ланчеротто Малочелло», брав участь в окупації Ібіси та Балеарській операції. Він зробив суттєвий внесок в політичну та військову реорганізацію Балеарських островів, за що був нагороджений Лицарським хрестом Савойського військового ордену. Після повернення з Іспанії отримав звання «капітано ді вашеволо» (капітан 1-го рангу) і призначений морським аташе в Парижі.
З початком Другої світової війни був призначений командувачем 11-ї ескадри есмінців. Флагманським кораблем був есмінець «Артільєре». Ескадра під час бою біля Калабрії 9 липня 1940 року атакувала британські кораблі, випустивши торпеди і ведучи артилерійський вогонь. За цей бій Карло Марготтіні був нагороджений Медаллю «За військову доблесть». У наступні місяці брав участь у декількох місіях поблизу Мессіни та Августи, звідки 11 жовтня 1940 року його дивізія вирушила у море на нічний пошук ворожих кораблів у Сицилійській протоці разом із ескадрою міноносців.
У нічному бою біля мису Пассеро ескадра міноносців і 11-та ескадра есмінців, окремо, одні за одними, атакували британський легкий крейсер «Аякс». У першій атаці були випущені торпеди, але безрезультатно, а міноносці «Айроне» і «Аріель» були потоплені.
Потім в атаку пішли есмінці 11-ї ескадри. Помітивши ворога, о 1:40 «Артільєре» атакував «Аякс», випустивши торпеду (яка, проте, не влучила у ціль), і ведучи вогонь зі 120-мм гармат, пошкодивши на ворожому кораблі 120-мм гармату, радар та далекомір. Проте в «Артільєре» влучило чимало ворожих снарядів, які викликали пожежу у носовій частині корабля, вивели з ладу силову установку та частину гармат. Від ворожого вогню загинула чи біла поранена половина екіпажу. Карло Марготтіні, важко поранений, помер на своєму посту на капітанському містку. Разом з ним загинув його помічник, лейтенант Коррадо Дель Греко.
Обидва були посмертно нагороджені Золотою медаллю «За військову доблесть».
Палаючий «Артільєре», що втратив хід, був взятий на буксир есмінцем «Каміча Нера», який намагався його врятувати. О 8 ранку, під час атак ворожої авіації «Каміча Нера» змушений був залишити «Артільєре». О 9:05 «Артільєре» був потоплений важким крейсером «Йорк» приблизно за 50 миль на схід від мису Пассеро.

## Нагороди
- Кавалер Савойського військового ордену (1937 рік)
- Бронзова медаль «За військову доблесть» (9 липня 1940 року)
- Золота медаль «За військову доблесть» (11-12 жовтня 1940 року)

## Вшанування
На честь Карло Марготтіні планувалось назвати один з есмінців типу «Команданті Медальє д'Оро», але будівництво не було завершене.
Після війни Військово-морські сили Італії назвали 2 кораблі на честь Карло Марготтіні: фрегат типу «Карло Бергаміні» Carlo Margottini (F 595) і фрегат типу FREMM Carlo Margottini (F 592).